# Eugenio Oneguin
Para la ópera de Chaikovski, véase Eugenio Oneguin (ópera)
Eugenio Oneguin (en ruso: Евгений Онегин, en otra transliteración Yevgueni Oneguin) es una novela en verso escrita por Aleksandr Pushkin. Es uno de los clásicos de la literatura rusa y su héroe sirvió de modelo para una serie de héroes literarios rusos. Se publicó por entregas entre 1823 y 1831. La primera edición completa es de 1833, y la edición actualmente aceptada se basa en la que fue publicada en 1837. Sobre esta novela, Chaikovski escribió la ópera homónima.
El rasgo característico de la estructura poética de la obra es que está escrita casi por entero en versos de tetrámetros yámbicos (verso de cuatro pies de yambo) con un esquema de rima inusual: "aBaBccDDeFFeGG", donde las letras minúsculas representan rimas femeninas mientras que las letras mayúsculas representan rimas masculinas. Esta forma se ha llegado a conocer como la "estrofa oneguiana" (o "soneto de Pushkin"). Contiene 118 sílabas y está compuesta por 14 versos yámbicos de cuatro pies métricos cada uno.
El narrador es una versión idealizada del propio Pushkin, quien a menudo incurre en digresiones y mientras que la trama de la novela es bastante escasa el libro es más apreciado por cómo lo cuenta que por lo que cuenta. Esto es en parte por su narrador locuaz que el libro ha sido comparado con Tristram Shandy.

## Sinopsis

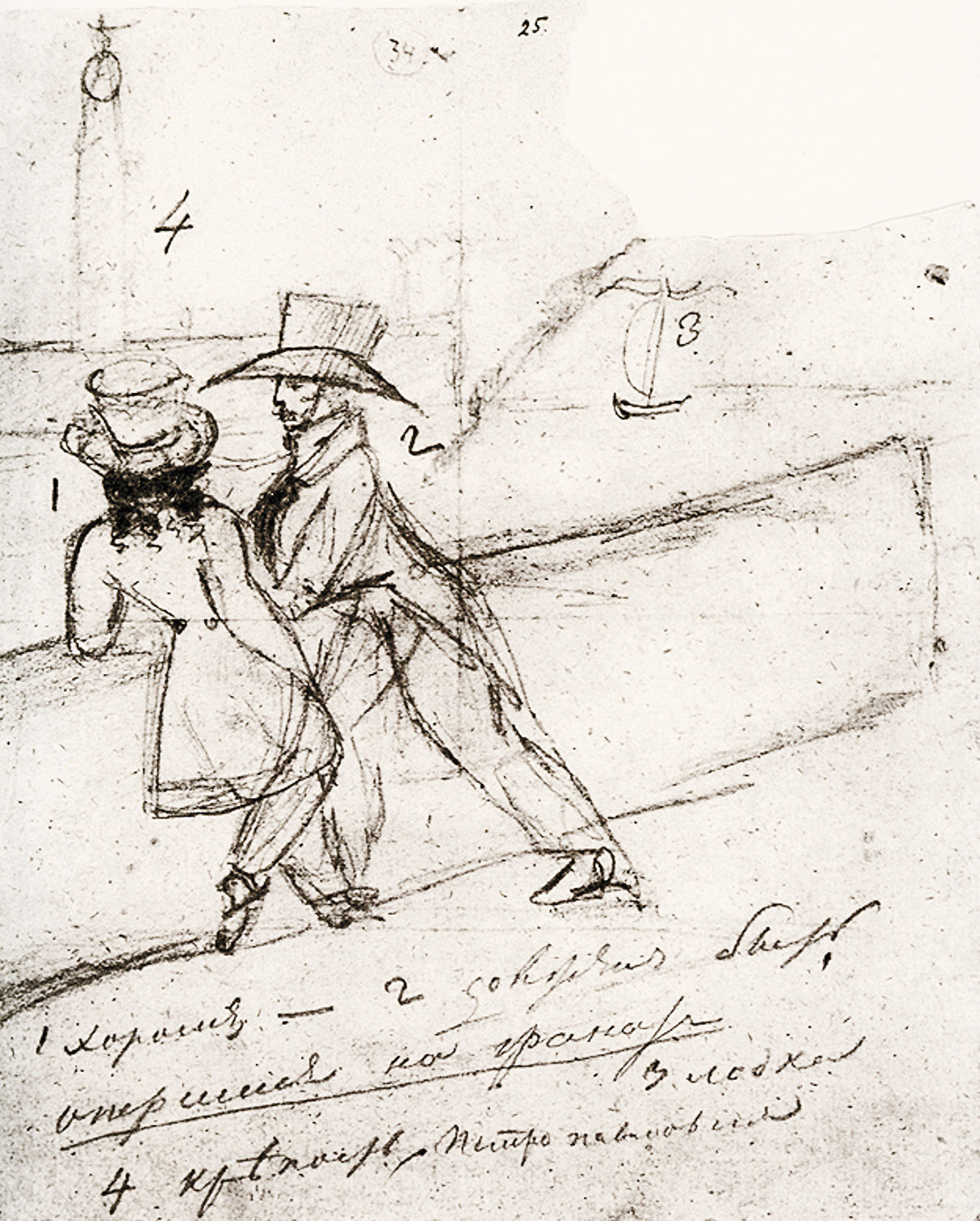
Autorretrato de Pushkin con Oneguin en la orilla del río Nevá.

Eugenio Oneguin, un dandi ruso que está aburrido de la vida, hereda las fincas en el campo de su tío. Cuando se traslada al campo hace una insospechada amistad: el poeta Vladímir Lensky que ha estudiado en la Universidad de Gotinga. Un día Lensky lleva a Oneguin a cenar con la familia de su prometida Olga Lárina. En esta reunión, la hermana de Olga, Tatiana (Tanya), joven señorita de provincias, aficionada a los libros pero poco sofisticada, a los ojos de Evgueni, se enamora de Oneguin. Una noche, Tatiana escribe, en francés, una carta a Oneguin confesándole su amor, y se la envía. Esto es algo que podría hacer una heroína de las novelas francesas de Tatiana, pero en la sociedad rusa se consideraba inusual que una joven tomara la iniciativa. A diferencia de lo que ella espera, Oneguin no responde a la carta. Los dos se encuentran en su siguiente visita, en el jardín de los Larin. En un discurso con tacto pero condescendiente, él rechaza las aspiraciones de la joven.
Más tarde Lensky, despreocupadamente invita a Oneguin al santo de Tatiana prometiendo una pequeña celebración con solo Tatiana, su hermana y la madre de ellas. En esta fiesta Oneguin encuentra un grandioso baile que le recuerda el mundo sofisticado e intenso que ha comenzado a añorar. Para vengarse de Lensky (y divertirse) Oneguin empieza a flirtear y bailar con Olga. Lensky se marcha enojado y por la mañana lanza un reto a Oneguin para batirse en duelo. En el duelo Oneguin mata a Lensky, y abandona la vida en el campo dedicándose a viajar por Rusia con el fin de aplacar su malestar.
Tatiana visita la mansión de Oneguin donde lee sus libros, con notas en los márgenes, y a través de esto empieza a creer que el carácter de Oneguin es meramente una mezcla de diferentes héroes literarios y que no hay un "verdadero Oneguin". Más tarde la familia lleva a Tatiana a Moscú donde ella es presentada en sociedad. 
Algunos años más tarde, en una reunión de la alta sociedad de San Petersburgo, Oneguin se encuentra con un  familiar suyo, el príncipe y general N (Pushkin no llega a revelar su apellido ni el grado de parentesco). Eugenio le pregunta por una bella dama que viste un sombrero rojo, la cual resulta ser la mujer del general. Oneguin queda sorprendido al comprobar que es la joven que él rechazó tiempo atrás. Tatiana ha cambiado mucho en este nuevo entorno, y su elegancia y naturalidad provocan un gran arrepentimiento en Oneguin. Él intenta conquistar su afecto, a pesar de que ella está ahora casada. Oneguin le escribe una carta y no recibe respuesta. Después de varias cartas y encuentros en sociedad, Oneguin no consigue llamar la atención de Tatiana. Evgueni decide declararle a Tatiana su amor, pero ella lo rechaza en un intenso discurso en el cual le reprocha su propio sermón anterior. Tatiana admite tanto su amor por Oneguin como su absoluta lealtad a su marido. En este punto, Pushkin abandona a su desolado héroe y da por terminada la novela. Este incierto final, ha provocado muchas críticas de los lectores, entre ellos de Visarión Belinski.

## Temas principales
Un tema de Eugenio Oneguin es la relación entre la ficción y la vida real.  Como el arte a menudo imita la vida, la gente también a menudo adopta las formas que dicta el arte. La hermana romántica, Tatiana, está leyendo una novela romántica cuando su madre le dice que la vida real no es así. La obra está llena de alusiones a otras obras literarias y la mayor parte de los personajes principales se ven influidos por diferentes obras literarias.
Yuri Lotman consideraba que el desencuentro de los tres protagonistas de la novela se debe a la falta de comunicación entre ellos que el estudioso atribuye a sus distintos referentes culturales. Eugenio - "que viste como un dandy londinense" -  padece el llamado spleen (especie de melancolía) inglés, Lensky ha sido educado en Alemania, mientras Tatiana adora la campiña rusa aunque sus cartas las escribe en francés, de acuerdo con la costumbre de su entorno social de la época.

## Composición y publicación
Como muchas otras novelas del siglo XIX fue escrito y publicada por entregas, con algunos fragmentos publicados en revistas antes de que se imprimiera la primera edición separada de cada capítulo. Muchos cambios, algunos pequeños, otros mayores, se hicieron desde la primera aparición hasta la versión definitiva hecha en vida de Pushkin. Las siguientes fechas vienen en su mayor parte del estudio de Vladímir Nabókov de las fotografías de los borradores de Pushkin que entonces estaban disponibles y su estudio de la obra de otros sobre el tema.
La primera estrofa del Capítulo 1 empezó el 9 de mayo de 1823 y excepto por tres estrofas (XXXIII, XVIII y XIX) finalizó el 22 de octubre de 1823.  El resto de las estrofas se completaron y añadieron en su cuaderno en la primera semana de octubre de 1824. El capítulo 1 fue publicado entero en un cuadernillo el 16 de febrero de 1825 con un prefacio que sugería que Pushkin no tenía un plan claro de cómo continuar la novela, incluso si debía hacerlo o no.
El capítulo 2 empezó el 22 de octubre de 1823 (para entonces ya se había acabado la mayor parte del capítulo 1) y acabado para el 8 de diciembre de 1823 excepto en lo que se refiere a las estrofas XL y XXXV, que se añadieron algún tiempo después, en los siguientes tres meses.  La primera edición separada del capítulo 2 apareció el 20 de octubre de 1826.
Ocurrieron toda una serie de acontecimientos que interrumpieron la escritura del capítulo 3. En enero de 1824 Pushkin dejó de trabajar en Oneguin para trabajar en Los Zíngaros.  Excepto por la XXV, las estrofas I-XXXI se añadieron el 25 de septiembre de 1824.  Nabókov supone que la carta de Tatiana fue escrita en Odesa entre el 8 de febrero de 1824 y el 31 de mayo de 1824.  Los delitos menos graves de Pushkin en Odesa hicieron que lo confinaran en una hacienda que sus padres poseían en Mijáilovskoye, una aldea de la provincia de Pskov durante dos años.  Dejó Odesa el 21 de julio de 1824 y llegó el 9 de agosto de 1824.  Reanudó la escritura el 5 de septiembre de 1824 y el capítulo 3 fue terminado (aparte de la estrofa XXXVI) el 2 de octubre de 1824.  La primera publicación separada del capítulo 3 fue el 10 de octubre de 1827.
El capítulo 4 fue empezado en octubre de 1824, a finales de año Pushkin ya había escrito 23 estrofas y había alcanzado la XXVII para el 5 de enero de 1825, momento en el cual comenzó a escribir estrofas para el viaje de Oneguin y trabajó en otras obras.  Cree que acabó el 12 de septiembre de 1825 pero más tarde continuó el proceso de arreglarlo, añadiendo y omitiendo estrofas hasta la primera semana de 1826.  La primera edición separada del capítulo 4 apareció con el capítulo 5 en una publicación producida entre el 31 de enero y el 2 de febrero de 1828. 
La escritura del capítulo 5 comenzó el 4 de enero de 1826 y 24 estrofas se completaron antes del comienzo de su viaje para pedir al zar su libertad.  Se marchó el 4 de septiembre de 1826 y regresó el 2 de noviembre de 1826.  Completó el resto del capítulo en la semana del 15 al 22 de noviembre de 1826.  La primera edición separada del capítulo 5 apareció con el capítulo 4, como ya se ha indicado.
Cuando Nabókov hizo su estudio sobre el manuscrito de Oneguin, en capítulo 6 estaba perdido, pero hoy en día se sabe que Pushkin empezó el capítulo 6 antes de haber acabado el capítulo 5. Parece que la mayor parte del capítulo ya estaba escrito antes del comienzo de 19 de diciembre de 1826, cuando él regresó del exilio en su finca familiar a Moscú. Muchas estrofas parece que se escribieron entre el 22 y el 25 de noviembre de 1826.  Para el 23 de marzo de 1828 se publicó la primera edición separada del capítulo 6.
Pushkin comenzó a escribir el capítulo 7 en marzo de 1827 pero abortó su plan original para la trama del capítulo y cambió de táctica, completando el capítulo el 4 de noviembre de 1828.  El lector pudo finalmente tener en sus manos el capítulo 7 solamente en marzo de 1830.
Pushkin pretendía escribir un capítulo titulado 'Viaje de Oneguin' que ocurriría entre los acontecimientos del capítulo 7 y los del 8, y de hecho se suponía que sería el capítulo 8. Fragmentos de este capítulo incompleto se publicaron, de la misma manera que partes de cada capítulo se habían publicado en revistas antes de que en su primera edición separada. Cuando Pushkin completó el capítulo 8 lo publicó como el capítulo final e incluyó dentro de su desenlace el verso nueve cantos he escrito pretendiendo aún completar este capítulo que faltaba. Cuando Pushkin decidió finalmente abandonar este capítulo quitó partes del final para encajar con el cambio.
El capítulo 8 fue empezado antes del 24 de diciembre de 1829, estando el poeta en Petersburgo. En agosto de 1830, marchó al pueblo de Bóldino en la gobernación de Nizhni Nóvgorod donde se vio forzado a permanecer por una epidemia de cólera durante tres meses. Durante este tiempo, llamado por los estudiosos como el otoño de Bóldino (ru:Болдинская осень), produjo lo que Nabókov describe como un "número increíble de obras maestras" y acabó de copiar el capítulo 8 el 25 de septiembre de 1830. Durante el verano de 1831, Pushkin revisó y completó el capítulo 8 aparte de "la carta de Oneguin" que fue completada el 5 de octubre de 1831. La primera edición separada del capítulo 8 apareció el 10 de enero de 1832.
Pushkin escribió al menos 18 estrofas de un capítulo 10 nunca acabado.
La primera edición completa del libro se publicó en la tercera semana de marzo de 1833. Pushkin hizo algunas correcciones menores para la edición de 1837. El texto estándar aceptado está basado en la edición de 1837 con unos pocos cambios debidos a la reinstaurada censura del zar.

## Personajes deEugenio Oneguin
Los cinco personajes principales son Eugenio Oneguin, su amigo Vladímir Lensky, un idealizado Pushkin (el narrador de la novela), Tatiana (Tanya) Lárina, y Olga Lárina, dos hermanas.

## El duelo
En tiempos de Pushkin, a principios del siglo XIX, los duelos estaban regulados de forma muy estricta. La principal obligación de un segundo era impedir que el duelo realmente tuviera lugar, y solo cuando ambos combatientes no estuvieran dispuestos a renunciar, asegurarse de que el duelo tuviera lugar de acuerdo con las reglas establecidas. El segundo de un duelista debía por lo tanto siempre preguntar a la parte desafiada si quería disculparse por sus acciones que habían llevado al reto.
En Eugenio Oneguin, el segundo de Lensky, Zaretsky, no le pregunta a Oneguin ni una vez si quiere disculparse, y dado que a Oneguin no le está permitido disculparse por iniciativa propia, tiene lugar el duelo con fatales consecuencias. Dado que se describe a Zaretsky como siendo en los pormenores / del duelo clásico un pedante (capítulo 6, estrofa XXVI), esto parece fuera de lugar en un noble. La primera oportunidad de Zaretsky de poner fin al duelo es cuando entrega el desafío escrito de Lensky a Oneguin (capítulo 6, estrofa IX). En lugar de preguntar a Oneguin si le gustaría disculparse, él se disculpa por tener mucho que hacer en su casa y se marcha tan pronto como Oneguin (obligatoriamente) acepta el desafío.

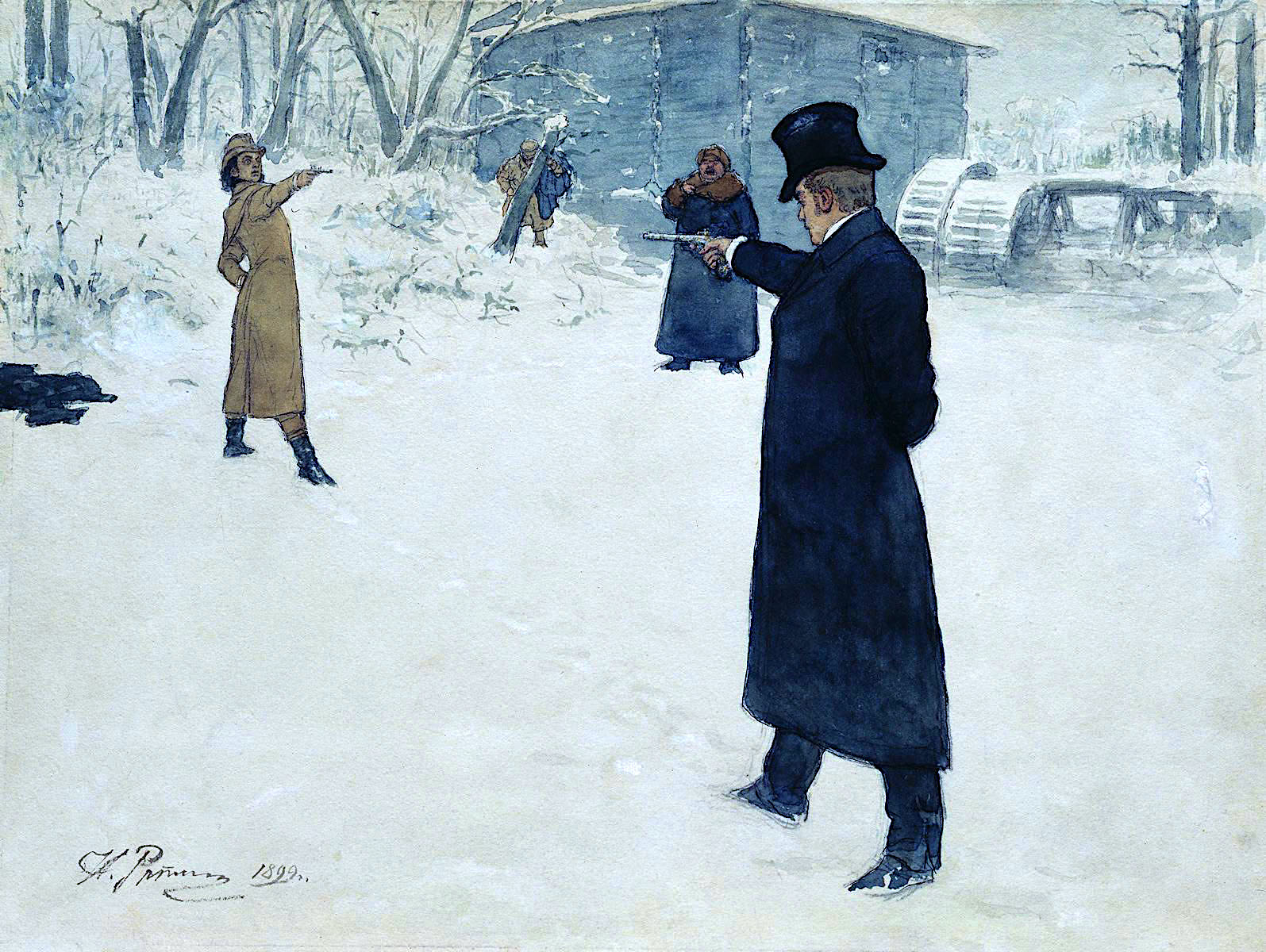
Duelo de Oneguin y Lensky. Ilustración de Iliá Repin (1899).

El día del duelo, el día posterior al santo de Tatiana el 13 de enero (antiguo estilo, hoy 25 de enero), Zaretsky tiene aún varias oportunidades de evitar el duelo. Debido a que los duelos estaban prohibidos en el Imperio ruso, tenían lugar al amanecer. Zaretsky urge a Lensky a que se prepare poco después de las seis de la mañana (capítulo 6, estrofa XXIII), cuando el Sol solo se alza a las ocho y veinte, porque él espera que Oneguin esté a la hora. Sin embargo, Oneguin se queda dormido (capítulo 6, estrofa XXIV), y llega al escenario más de una hora tarde. De acuerdo con el código de los duelistas, si uno llega más de 15 minutos tarde, automáticamente pierde el duelo.
 Lensky y Zaretsky han estado esperando durante todo el tiempo (capítulo 6, estrofa XXVI), aunque era obligación de Zaretsky proclamar a Lensky ganador y llevárselo a casa.
Cuando finalmente llega Oneguin, se supone que Zaretsky le tiene que preguntar por última vez si desea disculparse. En lugar de eso, Zaretsky se sorprende por la aparente ausencia del segundo de Oneguin. Oneguin, contra toda norma, escoge a su criado Guillot como su segundo (capítulo 6, estrofa XXVII), un flagrante insulto para el noble Zaretsky. Zaretsky malhumorado acepta a Guillot como segundo de Oneguin. Por sus acciones, Zaretsky no actúa como debería hacerlo un noble, pero aparentemente espera ser el centro de atención después de acabar el duelo.

## Alusiones a la historia, la geografía y ciencia contemporánea
En el libro Pushkin afirma que Eugenio Oneguin es su amigo, sin embargo, el apellido "Oneguin" no es un auténtico apellido ruso, sino que deriva del nombre del río y lago Onega. Este artificio literario sirve para contradecir la realidad implícita de este "amigo". Del mismo modo, a Lensky se lo llama así por el río siberiano Lena.
Siguiendo a su maestro Pushkin, el poeta Mijaíl Lérmontov dio el apellido de Pechorin al protagonista de su novela El héroe de nuestro tiempo el cual deriva del nombre del río Pechora. Esta tradición fue adoptada también por dos famosos políticos rusos: Gueorgui Plejánov que durante algún tiempo usó el pseudónimo Volguin, por el nombre del río Volga, y Vladímir Illich Uliánov —conocido como Lenin— que volvió a servirse del nombre del río Lena.

## Ediciones
En la introducción a su edición bilingüe para Cátedra, Mijaíl Chílikov afirma que, hasta su traducción, Eugenio Oneguin se había publicado en dos ocasiones, una en prosa y otra en verso libre, esta última muy cercana a una simple traducción literal. 
En el ISBN de España aparecen en castellano:
- Eugenio Oneguin, traducción del ruso al castellano de M. Chilikov, Madrid. Ediciones Cátedra, S.A., edición bilingüe, 05/2000
- Eugenio Onieguin, Barcelona. Bruguera, S.A. , 01/1970
- Eugenio Onieguin, Barcelona. Plaza & Janés Editores, S.A. , 01/1962
- Eugenio Oneguin – Novela en verso. Versión en español directa del ruso en la forma poética del original, notas e ilustraciones de  Alberto Nicolás Musso. Mendoza, Argentina, Zeta Editores, abril de 2005.
- Yevgueni Oneguin. Traducción directa del ruso de Manuel Ángel Chica Benayas. Edición bilingüe que reconstruye el texto original de la novela al incluir los textos censurados. Cuenta, además, con los capítulos IX y X y un anexo con versiones alternativas y esbozos. San Sebastián. Editorial Meettok. Abril de 2017.

Además, hay una traducción del inglés al catalán: Eugeni Oneguin, de X. Roca Ferrer, Barcelona. Columna Edicions, Llibres i Comunicació, S.A. , 09/2001

## Adaptaciones

### Ópera
La ópera de 1879, Eugenio Oneguin, de Chaikovski basada en esta novela, forma parte del repertorio operístico estándar; hay varias grabaciones de ella, y se representa con regularidad, siendo el papel protagonista destacado para barítonos.
El aria del príncipe Gremin, marido de Tatiana ¡Al amor se sucumbe a cualquier edad (Acto III, Escena 1),  es parcialmente tarareada por los personajes de Masha y Vershinin en la obra de Chéjov Tres hermanas. La tonada canturreada aquí puede depender de la audiencia y de dónde se representa, de manera que se puede usar una canción más conocida.

### Música incidental
Se produjo una versión escenificada en la Unión Soviética en 1936, adaptada por Sigizmund Krzhizhanovsky, con dirección de Aleksandr Taírov y música incidental de Serguéi Prokófiev, Eugenio Oneguin, Op. 71, melodrama en dieciséis escenas. Esta versión se produjo con motivo del centenario de la muerte de Pushkin, aunque por diferencias entre Taírov y Krzhizhanovsky y en el ambiente de limitación de las libertades artísticas del stalinismo la obra fue abandonada en los ensayos y no se estrenó.

### Cine

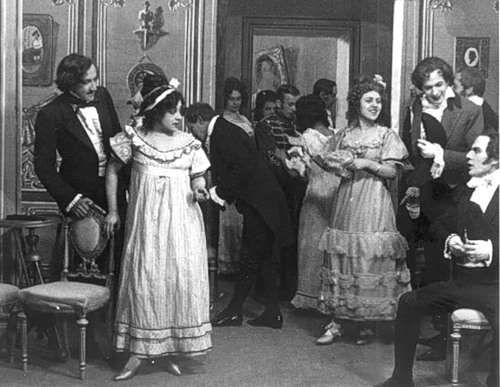
Fotograma de la película Eugenio Oneguin de Vasili Goncharov, 1911.

En 1911, el director de cine Vasili Goncharov (1861-1915) dirigió una adaptación de la obra de Pushkin, Eugenio Oneguin, que protagonizó  Piotr Chardynin.
Hay una grabación de la ópera de 1988 (Decca/Channel 4 y otros), dirigida por Peter Wiegl; es una sorprendente presentación visual de la ópera, si bien hay algunos cambios de la puesta en escena respecto a la novela: en el duelo, Oneguin tira a dar, no a fallar, y al final no muestra arrepentimiento.
La película de 1999 Onegin es una adaptación británica de la obra de Pushkin. Fue dirigida por Martha Fiennes y protagonizada por su hermano Ralph Fiennes como Oneguin, Liv Tyler como Tatiana, Irene Worth como Princesa Alina y Toby Stephens como Lensky. De alguna forma era un proyecto en familia, pues otros dos hermanos Fiennes se vieron involucrados: Magnus Fiennes escribió la música y Sophie Fiennes apareció en un papel secundario. El guion de la película recoge la trama de la novela en una forma sintetizada pero respetuosa con su espíritu. Todos los diálogos de la película se desarrollan en prosa, excepto la poética carta de Oneguin a Tatiana bellísimamente recitada por Fiennes.
También de 1999 es el cortometraje de dibujos animados titulado como la obra de Pushkin con guion y dirección de Aliona Oyátieva (Алена Оятьева).

## Anécdotas
- Resulta inquietante constatar que Pushkin murió, como Lensky en la novela, en un duelo con pistola.
- Debe destacarse igualmente que Chaikovski se casó con Antonina Miliukova, una antigua alumna que le había declarado su pasión, y por miedo a acabar como Oneguin, corroído por los remordimientos, no la rechazó. El matrimonio fue un desastre.
- Douglas Hofstadter, autor de Gödel Escher Bach, escribió una traducción en inglés de esta obra. Jacques Chirac, expresidente de la República francesa, realizó una traducción en francés en su juventud pero no ha sido editada nunca.